# Carl A. Strock

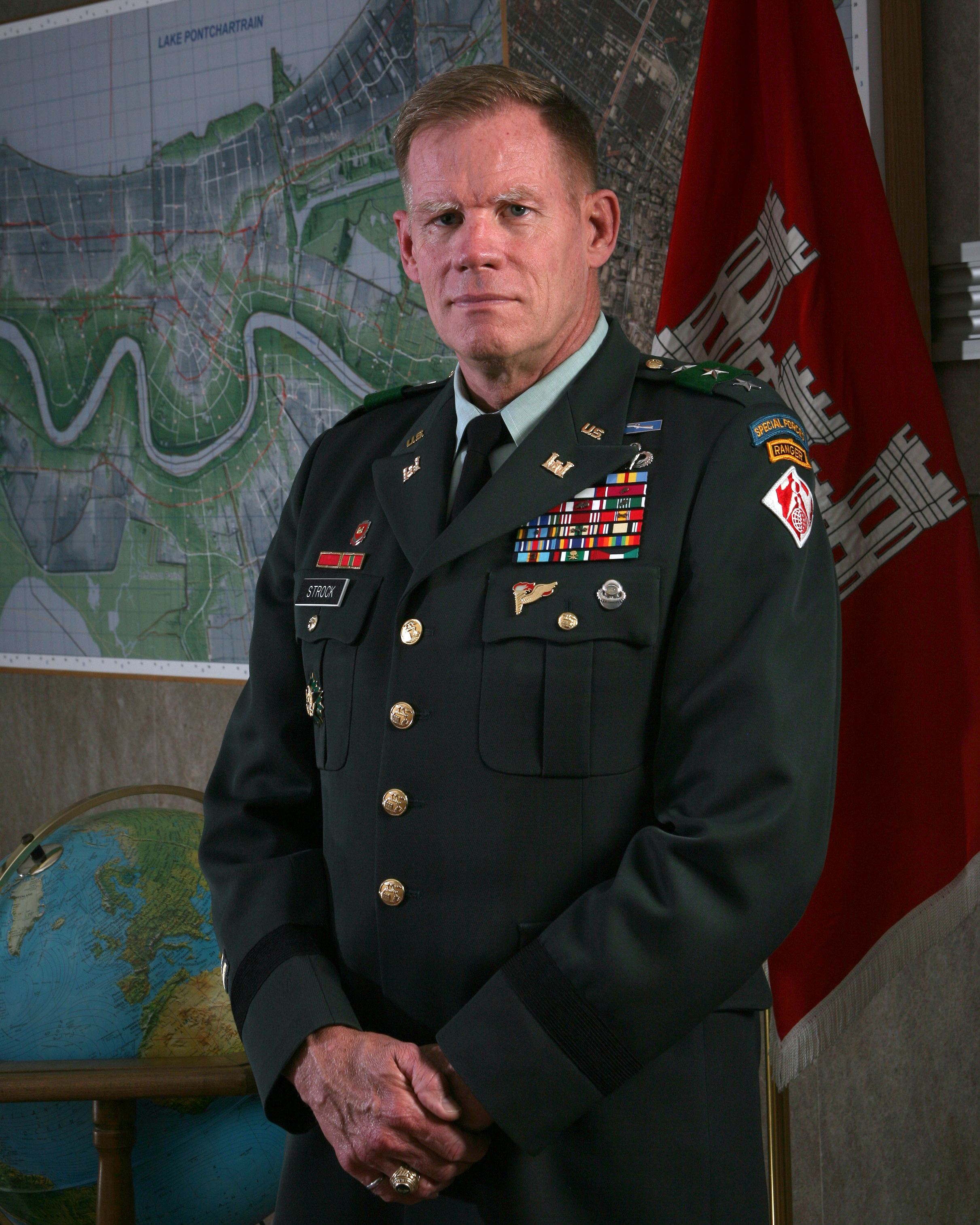
Carl A. Strock (2007)

Carl Ames Strock (* 1948 in Georgia) ist ein pensionierter US-amerikanischer Generalleutnant der United States Army. Er war unter anderem Kommandeur des United States Army Corps of Engineers.
Carl Strock wuchs in einer Militärfamilie auf. Über die Officer Candidate School gelangte er im Jahr 1972 in das Offizierskorps des US-Heeres. Dort wurde er als Leutnant der Infanterie zugeteilt. In der Armee durchlief er anschließend alle Offiziersränge vom Leutnant bis zum Drei-Sterne-General.
Im Lauf seiner militärischen Karriere absolvierte Strock verschiedene Kurse und Schulungen. Dazu gehörten unter anderem die Ranger School und eine Ausbildung für Sondereinheiten (Special Forces). Zudem erhielt er akademische Grade vom Virginia Military Institute und von der Mississippi State University.
In seinen jüngeren Jahren absolvierte er den für Offiziere in den niederen Rangstufen üblichen Dienst in verschiedenen Einheiten und Standorten. Zwischenzeitlich wurde er auch als Stabsoffizier eingesetzt. Bis 1983 war er vor allem bei Infanterieeinheiten eingesetzt. Dann wechselte er zu den Pionieren (Engineers). Als Pionier gehörten der Hochwasserschutz, der Ausbau von Hafenanlagen und deren militärischer Verteidigung, Flussregulierungen, der Bau von Schleusen, Stauwerken sowie von Straßen und Flugplätzen zu seinem Aufgabenbereich.
Von 1980 bis 1983 war er auf der Columbus Air Force Base im Bundesstaat Mississippi stationiert. In den Jahren 1983 bis 1986 gehörte Strock einem Pionierbataillon der 82. Luftlandedivision an. Später war er für einige Zeit als Austauschoffizier und Dozent bei der britischen Royal School of Military Engineering. Anschließend kommandierte er das 307. Pionierbataillon der 82. Luftlandedivision, mit dem er sowohl an der US-Invasion in Panama als auch am Beginn des Zweiten Golfkriegs teilnahm.
Es folgte eine Versetzung als Generalstabsoffizier im Personalwesen des US-Heeres ins Pentagon, wo er von 1991 bis 1994 tätig war. Anschließend kommandierte Strock bis 1996 eine Brigade der 24. Infanteriedivision. In den Jahren 1996 und 1997 war er Stabschef beim Army Engineer Training Center in Fort Leonard Wood in Missouri. Danach wurde er zum Divisionskommandeur des für den pazifischen Raum zuständigen Pionierkommandos (Pacific Ocean Division) mit Sitz in Fort Shafter in Hawaii ernannt. Diesen Posten hatte er von 1997 bis 1999 inne. Anschließend übernahm er bis 2001 das Kommando über die Northwestern Division United States Army Civil Engineering. Das Hauptquartier dieser Pionierdivision lag in Portland in Oregon.
Im Jahr 2001 wurde Carl Strock erneut zum Stab des Heeresministeriums versetzt, wo er bis 2003 das Amt des Director military programs bekleidete. Danach gehörte er bis 2004 als Director civil works dem Stab des Corps of Engineers an. Im Juli 2004 wurde Strock als Nachfolger von Robert B. Flowers zum neuen Kommandeur des gesamten Corps of Engineers ernannt. In seine Zeit als Oberbefehlshaber dieses Korps fiel im August 2005 der Hurrikan Katrina. In diesem Zusammenhang gerieten das Korps und mit ihm sein Kommandeur unter politischen Druck. Man warf dem Korps unter anderem mangelnde Vorbereitungen im Hochwasserschutz und beim Bau von Deichanlagen vor. Im Juni 2006 räumte Strock das Versagen seiner Behörde ein und reichte seinen Rücktritt ein, der im Mai 2017 mit der Amtsübernahme seines Nachfolgers Robert L. Van Antwerp wirksam wurde.

## Orden und Auszeichnungen
Carl Strock erhielt im Lauf seiner militärischen Laufbahn unter anderem folgende Auszeichnungen:
- Defense Distinguished Service Medal
- Army Distinguished Service Medal
- Legion of Merit
- Bronze Star Medal
- Meritorious Service Medal
- Southwest Asia Service Medal